# Indio de carga
Se llama indio de carga al hombre cuya ocupación o servicio era la conducción de los víveres, armas y demás objetos necesarios para el ejercicio de la guerra, operación que ejecutaba sobre sus propias espaldas o valiéndose de una armazón a modo de angarillas.
Esta ocupación se dio en los ejércitos de los emperadores de México y en todo aquel vasto imperio antes del tiempo de la conquista de Hernán Cortés.